# 행쇼
《행쇼》는 대한민국의 JTBC의 예능 프로그램이다. ‘행쇼’는 ‘행복하십쇼’ 또는 ‘행복한 쇼’의 줄임말로, 매회 세 명의 게스트들을 초대해 허심탄회한 이야기를 나누는 토크쇼였다.

## 방송 시간
- 2013년 2월 9일 ~ 2013년 2월 10일 : 토요일, 일요일 저녁 10시 00분